# Praeteropus
Praeteropus — рід сцинкоподібних ящірок родини сцинкових (Scincidae). Представники цього роду є ендеміками Австралії.

## Види
Рід Praeteropus нараховує 4 види:
- Praeteropus auxilliger Hutchinson, Couper, Amey, & Wilmer, 2021
- Praeteropus brevicollis Greer & Cogger, 1985
- Praeteropus gowi Greer & Cogger, 1985
- Praeteropus monachus Hutchinson, Couper, Amey, & Wilmer, 2021